# Пам'ятки історії Балаклійського району
У Балаклійському районі Харківської області на обліку перебуває 82 пам'ятки археології.
| № п/п | Охоронний номер пам’ятки | Місце знаходження, (адреса) пам’ятки              | Найменування пам’ятки | Автор, дослідник пам’ятки.Дата відкриття                                | Матеріал, з якого виготовлений пам’ятник. Основні розміри                                              | Категорія охорони пам’ятки | Номер і дата рішення державних органів про взяття пам’ятки під охорону | Охоронна зона                                                                                     |
| ----- | ------------------------ | ------------------------------------------------- | --- | ----------------------------------------------------------------------- | --- | -------------------------- | ---------------------------------------------------------------------- | ------------------------------------------------------------------------------------------------- |
| 1.    |                          | м. Балаклія, вул. Жовтнева, 18                    | Монумент на честь Незалежності України. 1991 р. | Ск. С.А. Гурбанов, архіт. Ю.М. Шкодовський. 2003 р.                     | Бронза, гранітна плитка, цегла. Композиція: вис. – 2,2 м, довж. – 2,8 м.                               | Місцева                    | Наказ УК ХОДА № 25 від 02.03.05 р.                                     |                                                                                                   |
| 2.    | 252                      | м. Балаклія, вул. Куйбишева                       | Братські могили (3) радянських воїнів. Поховано 56 воїнів. 1941р.,1943р. | Харківська скульптурна фабрика. 1956р.                                  | Скульптура - 2,5 м, з/б. Постамент - 2,7 м, цегла, цемент.                                             | -<< -                      | №61 від 25.01.72р.                                                     | 50 м. (Рішення Харківського ОВК № 532 від 21.12. 1987 р.)                                         |
| 3.    | 304                      | м. Балаклія, вул. Куйбишева                       | Могила Ростовцева І.М., гвардії полковника.1943р. | Харківська скульптурна фабрика. 1948р.                                  | Надгробок 0,45х0,35 м,метал.                                                                           | -<< -                      | -<< -                                                                  | 50 м. (Рішення Харківського ОВК № 532 від 21.12. 1987 р.)                                         |
| 4.    | 1889                     | м. Балаклія, кладовище                            | Могила Петченка І.Т., Героя Радянського Союзу. 1976р. | Харківська скульптурна фабрика. 1977р.                                  | Обеліск 1,6м,мармурова кришка.                                                                         | -<< -                      | №196 від 16.04.84р.                                                    | 50 м. (Рішення Харківського ОВК № 532 від 21.12. 1987 р.)                                         |
| 5.    | 249                      | м. Балаклія, вул. Перемоги                        | Братські могили радянських воїнів. 2. Поховано 340 воїнів, 1942р.,1943р. | Харківська скульптурна фабрика. 1956р.                                  | Скульптура-2,5м., з/б. Постамент - 2,7 м, цегла, цемент.                                               | -<< -                      | №61 від 25.01.72р.                                                     | 50 м. (Рішення Харківського ОВК № 532 від 21.12. 1987 р.)                                         |
| 6.    | 311                      | м. Балаклія, пл. Ростовцева                       | Пам'ятник Леніну В.І. | Харківська скульптурна фабрика. 1960р.                                  | Скульптура - 2,5м, з/б. Постамент - 2,7 м, цегла, цемент.                                              | -<< -                      | №61 від 25.01.72р.                                                     | 50 м. (Рішення Харківського ОВК № 532 від 21.12. 1987 р.)                                         |
| 7.    | 244                      | м. Балаклія, пл. Ростовцева                       | Місце розстрілу фашистами мирних жителів с. Крейдянки. 1942р. | Харківська скульптурна фабрика. 1957р.                                  | Скульптура - 2,5м, з/б. Постамент - 3,5 м, цегла, цемент.                                              | -<< -                      | №61 від 25.01.72р.                                                     | 50 м. (Рішення Харківського ОВК № 532 від 21.12. 1987 р.)                                         |
| 8.    |                          | м. Балаклія, вул. Геологічна                      | Пам'ятний знак воїнам-землякам |                                                                         | | -<< -                      |                                                                        | 50 м. (Рішення Харківського ОВК № 532 від 21.12. 1987 р.)                                         |
| 9.    | 2511                     | м. Балаклія, вул. Стадіонна                       | Пам'ятний знак воїнам-землякам, які загинули на фронтах ВВВ |                                                                         | Гармата, 76 мм. Постамент - бетон 0,8х2,0х5,6 м                                                        | Місцева                    | №975 від 18.09.97р.                                                    | 25 м. (Розпорядження ХОДА № 975 від 18.09. 1997 р.)                                               |
| 10.   | 248                      | м. Балаклія, сквер                                | Братські могили радянських воїнів і жертв фашизму.4. Поховано 670 воїнів. 1942р., 1943р. | Харківська скульптурна фабрика. 1954р.                                  | Скульптура - 2,5 м, з/б. Постамент – 4,0 м, цегла, цемент                                              | -<< -                      | №61 від 25.01.72р.                                                     | 50 м. (Рішення Харківського ОВК № 532 від 21.12. 1987 р.)                                         |
| 11.   | 250                      | м. Балаклія, південно-східна окраїна              | Братські могили радянських воїнів. 2. Поховано 300 воїнів. 1942р., 1943р. | Харківська скульптурна фабрика. 1959р.                                  | Скульптура - 2,5 м, з/б. Постамент - 2,5 м, цегла, цемент.                                             | -<< -                      | -<< -                                                                  | 50 м. (Рішення Харківського ОВК № 532 від 21.12. 1987 р.)                                         |
| 12.   | 251                      | м. Балаклія, залізнична станція                   | Братські могили радянських воїнів. 4. Поховано 86 воїнів. 1943р. | Харківська скульптурна фабрика. 1957р.                                  | Скульптура - 2,5 м, з/б. Постамент - 2,5 м, цегла, цемент.                                             | -<< -                      | -<< -                                                                  | 50 м. (Рішення Харківського ОВК № 532 від 21.12. 1987 р.)                                         |
| 13.   | 307                      | м. Балаклія                                       | Пам'ятник воїнам-землякам. 1941-1945р.р. | Харківська скульптурна фабрика. 1955р.                                  | Скульптура - 2,5 м, з/б. Постамент 3,5 м цегла, цемент                                                 | -<< -                      | -<< -                                                                  | 50 м. (Рішення Харківського ОВК № 532 від 21.12. 1987 р.)                                         |
| 14.   | 253                      | смт. Андріївка Андріївської сел/р, парк           | Воїнське кладовище: братські могили радянських воїнів (3), індивідуальні могили радянських воїнів (18). Поховано 146 воїнів. 1942р., 1943р.                                                         | Харківська скульптурна фабрика. 1952р.                                  | Скульптура - 2,5 м, з/б. Постамент - 2,5 м, цегла, цемент                                              | -<< -                      | -<< -                                                                  | 50 м. (Рішення Харківського ОВК № 532 від 21.12. 1987 р.)                                         |
| 15.   | 254                      | смт. Андріївка пл. Пушкіна                        | Братські могили радянських воїнів. 4. Поховано 86 воїнів. 1942р.,1943р. | Харківська скульптурна фабрика. 1947р.                                  | Обеліск - 4,85 м, з/б. Постамент - 0,5 м, цегла, цемент                                                | -<< -                      | -<< -                                                                  | 50 м. (Рішення Харківського ОВК № 532 від 21.12. 1987 р.)                                         |
| 16.   |                          | смт. Андріївка                                    | Пам'ятник Т.Г. Шевченку | Ск. І.П. Ястребов, архіт. В.С. Сумець. 19 серпня 2004 р.                | Сіро-рожевий середньозернистий граніт                                                                  | -<< -                      | Наказ УК ХОДА № 25 від 02.03.05 р.                                     |                                                                                                   |
| 17.   | 255                      | с. Асіївка Асіївської с/р                         | Братська могила радянських воїнів. Поховано 554 воїнів. 1942р., 1943р. | Харківська скульптурна фабрика. 1953р., 1990р.                          | Скульптура - 2,5 м, мармурова кришка. Постамент – 4,0 м                                                | -<< -                      | №61 від 25.01.72р.                                                     | 50 м. (Рішення Харківського ОВК № 532 від 21.12. 1987 р.)                                         |
| 18.   | 256                      | с. Байрак Червоногусарівської с/р                 | Братська могила радянських воїнів. Поховано 752 воїнів. 1942р., 1943р. | Харківська скульптурна фабрика. 1969р.                                  | Скульптура - 2,5 м, з/б. Постамент – 4,0 м, цегла, цемент.                                             | -<< -                      | -<< -                                                                  | 50 м. (Рішення Харківського ОВК № 532 від 21.12. 1987 р.)                                         |
| 19.   | 257                      | с. Бородоярське Морозівської с/р                  | Братська могила радянських воїнів. Поховано 75 воїнів. 1942р., 1943р. | Харківська скульптурна фабрика. 1968р.                                  | Скульптура - 2,5 м, з/б. Постамент - 2,4 м, цегла, цемент.                                             | -<< -                      | -<< -                                                                  | 50 м. (Рішення Харківського ОВК № 532 від 21.12. 1987 р.)                                         |
| 20.   | 258                      | с. Борщівка Борщівської с/р                       | Братські могили радянських воїнів. 2. Поховано 290 воїнів. 1942р., 1943р. | Харківська скульптурна фабрика. 1952р.                                  | Скульптура - 2,5 м, з/б. Постамент - 3,4 м, цегла, цемент.                                             | -<< -                      | -<< -                                                                  | 50 м. (Рішення Харківського ОВК № 532 від 21.12. 1987 р.)                                         |
| 21.   | 247                      | с. Бригадирівка Бригадирівської с/р               | Братська могила учасників проведення колективізації. Поховано 3 чол. 1919р., 1924р., 1932р. | 1959р.                                                                  | Обеліск - 3,3 м, цегла.                                                                                | Місцева                    | №61 від 25.01.72р.                                                     | 50 м. (Рішення Харківського ОВК № 532 від 21.12. 1987 р.)                                         |
| 22.   | 259                      | с. Бригадирівка, Бригадирівської с/р              | Братська могила радянських воїнів. 1942р., 1943р. | Харківська скульптурна фабрика. 1951р., 1990р., ск. Попов               | Скульптура - 3,5 м, мармурова кришка. Постамент – 2 м, з/б                                             | -<< -                      | -<< -                                                                  | 50 м. (Рішення Харківського ОВК № 532 від 21.12. 1987 р.)                                         |
| 23.   | 260                      | с. Вербівка Вербівської с/р                       | Братська могиларадянських воїнів. Поховано 34 воїни. 1942р.,1943р. | Харківська скульптурна фабрика. 1953р.                                  | Скульптура - 2,5 м, з/б. Постамент - 2,6 м, цегла, цемент.                                             | -<< -                      | -<< -                                                                  | 50 м. (Рішення Харківського ОВК № 532 від 21.12. 1987 р.)                                         |
| 24.   | 261                      | с-ще Веселе Веселівської с/р                      | Братська могила радянських воїнів. Поховано 200 воїнів. 1942р., 1943р. | Харківська скульптурна фабрика. 1957р.                                  | Скульптура - 2,5 м, з/б. Постамент - 2,7 м, цегла, цемент.                                             | -<< -                      | -<< -                                                                  | 50 м. (Рішення Харківського ОВК № 532 від 21.12. 1987 р.)                                         |
| 25.   | 312                      | с-ще Веселе Веселівської с/р                      | Пам'ятник Леніну В.І. | Харківська скульптурна фабрика. 1957р.                                  | Скульптура - 2,5 м, з/б. Постамент - 2,7 м, цегла, цемент                                              | -<< -                      | -<< -                                                                  | 50 м. (Рішення Харківського ОВК № 532 від 21.12. 1987 р.)                                         |
| 26.   |                          | с-ще Веселе Веселівської с/р                      | Пам'ятник О.С. Масельському | Ск. І.П. Ястребов. 2004 р.                                              | Рожевий граніт, бюст з бронзи                                                                          | -<< -                      | Наказ УК ХОДА № 25 від 02.03.05 р.                                     |                                                                                                   |
| 27.   | 262                      | с. Вишнева Вишневської с/р                        | Братська могила учасників громадянської війни, жертв класової боротьби, радянських воїнів (16 ) та пам’ятник воїнам-односельцям, загиблим на фронтах ВВВ.1918-1920р.р., 1942-1943р.р. 1941-1945р.р. | Харківська скульптурна фабрика. 1954р., 1970р. Скульптор М.Ф. Овсянкін. | Скульптура - 3,8 м, мармурова кришка. Постамент – 2,0 м. Стела – 2,95х1,85 м, з/б. Стела – 4х22х1,5 м. | -<< -                      | №61 від 25.01.72р.                                                     | 50 м. (Рішення Харківського ОВК № 532 від 21.12. 1987 р.)                                         |
| 28.   | 263                      | с. Вільне Лозовеньківської с/р                    | Братські могили радянських воїнів 2. Поховано 235 воїнів.1942р.,1943р. | Харківська скульптурна фабрика. 1954р.                                  | Скульптура - 2,5 м, з/б. Постамент - 2,6 м, цегла, цемент.                                             | -<< -                      | -<< -                                                                  | 50 м. (Рішення Харківського ОВК № 532 від 21.12. 1987 р.)                                         |
| 29.   | 264                      | с. Вільхуватка Морозівської с/р                   | Братські могили радянських воїнів. 4. Поховано 1526 воїнів.1942р.,1943р. | Харківська скульптурна фабрика. 1958р.                                  | Скульптура - 2,5 м, з/б. Постамент - 2,3 м, цегла, цемент                                              | -<< -                      | -<< -                                                                  | 50 м. (Рішення Харківського ОВК № 532 від 21.12. 1987 р.)                                         |
| 30.   | 265                      | с. Вовчий Яр Яковенківської с/р                   | Братська могила радянських воїнів. Поховано 64 воїнів.1942р., 1943р. | Харківська скульптурна фабрика. 1953р.                                  | Скульптура - 2,5 м, з/б. Постамент – 3,0 м, цегла, цемент.                                             | -<< -                      | -<< -                                                                  | 50 м. (Рішення Харківського ОВК № 532 від 21.12. 1987 р.)                                         |
| 31.   | 266                      | с. Волвенкове, Протопопівської с/р                | Братська могила радянських воїнів. Поховано125 воїнів.1942р.,1943р. | Харківська скульптурна фабрика. 1958р.                                  | Скульптура - 2,5 м, з/б. Постамент - 2,8 м, цегла, цемент.                                             | -<< -                      | -<< -                                                                  | 50 м. (Рішення Харківського ОВК № 532 від 21.12. 1987 р.)                                         |
| 32.   | 267                      | с. Волобуївка Гусарівської с/р                    | Братські могили радянських воїнів. 3. Поховано 187 воїнів.1941-1943р.р. | Харківська скульптурна фабрика. 1951р.                                  | Скульптура - 2,5 м, з/б. Постамент - 2,5 м, цегла, цемент.                                             | -<< -                      | -<< -                                                                  | 50 м. (Рішення Харківського ОВК № 532 від 21.12. 1987 р.)                                         |
| 33.   | 268                      | с. Глазунівка П’ятигірської с/р                   | Братські могили радянських воїнів. 2. Поховано 899 воїнів.1941р., 1943р. | Харківська скульптурна фабрика. 1952р.                                  | Скульптура - 2,5 м, з/б. Постамент – 4,0 м, цегла, цемент.                                             | Місцева                    | №61 від 25.01.72р.                                                     | 50 м. (Рішення Харківського ОВК № 532 від 21.12. 1987 р.)                                         |
| 34.   | 269                      | с.Гусарівка Гусарівської с/р                      | Група братських (4) та індивідуальна (1) могил радянських воїнів. Поховано 1031 воїна.1942р., 1943р.                                                                                                | Харківська скульптурна фабрика. 1951р.                                  | Скульптура - 2,5 м, з/б. Постамент -2,8 м, цегла, цемент.                                              | -<< -                      | -<< -                                                                  | 50 м. (Рішення Харківського ОВК № 532 від 21.12. 1987 р.)                                         |
| 35.   | 305                      | с. Гусарівка Гусарівської с/р, на кладовищі       | Могила Глущенка П.А., воєнкома. 1920р. | Харківська скульптурна фабрика. 1961р.                                  | Обеліск –1,6 м, метал.                                                                                 | -<< -                      | -<< -                                                                  | 50 м. (Рішення Харківського ОВК № 532 від 21.12. 1987 р.)                                         |
| 36.   | 308                      | с. Гусарівка Гусарівської с/р, у центрі села      | Пам'ятник воїнам-односельцям. 1918-1920р.р. | Харківська скульптурна фабрика. 1968р.                                  | Скульптура, з/б. Постамент, цегла, цемент.                                                             | -<< -                      | -<< -                                                                  | 50 м. (Рішення Харківського ОВК № 532 від 21.12. 1987 р.)                                         |
| 37.   | 1624                     | с. Гусарівка Гусарівської с/р, при в’їзді в село. | Пам'ятник радянським воїнам. 1942р. | Скульптор Овсянкін М.Ф, арх. Степанов В.Г. 1980р.                       | Вис. 2,93 м. Скульптурна група з мармуро-вої кришки, окованої листовою міддю.                          | -<< -                      | №13 від 12.01.81р.                                                     | 50 м. (Рішення Харківського ОВК № 532 від 21.12. 1987 р.)                                         |
| 38.   | 270                      | с. Довгалівка Савинської сел/р                    | Братська могила радянських воїнів. Поховано 90 воїнів. 1942, 1943р.р. | Харківська скульптурна фабрика. 1956р.                                  | Скульптура - 2,5 м, з/б. Постаиент – 3,0 м, цегла, цемент.                                             | -<< -                      | №61 від 25.01.72р.                                                     | 50 м. (Рішення Харківського ОВК № 532 від 21.12. 1987 р.)                                         |
| 39.   | 271                      | с. Завгороднє Петрівської с/р                     | Братська могила радянських воїнів. Поховано 91 воїна. 1941р.,1942р., 1943р. | Харківська скульптурна фабрика. 1957р.                                  | Скульптура - 2,5 м, з/б. Постамент – 3,0 м, цегла, цемент.                                             | -<< -                      | -<< -                                                                  | 50 м. (Рішення Харківського ОВК № 532 від 21.12. 1987 р.)                                         |
| 40.   | 272                      | с. Залиман Залиманська с/р у центрі села          | Братська могила радянських воїнів. Поховано 898 воїнів.1942р., 1943р. | Харківська скульптурна фабрика. 1957р.                                  | Скульптура - 2,5 м з/б. Постамент - 2,3 м, цегла, цемент.                                              | -<< -                      | -<< -                                                                  | 50 м. (Рішення Харківського ОВК № 532 від 21.12. 1987 р.)                                         |
| 41.   | 273                      | с. Залиман, Залиманська с/р східна околиця села   | Братська могила радянських воїнів. Поховано 629 воїнів. 1942р., 1943р. | Харківська скульптурна фабрика. 1958р.                                  | Скульптура - 2,5 м, з/б. Постамент - 2,3 м, цегла, цемент.                                             | -<< -                      | -<< -                                                                  | 50 м. (Рішення Харківського ОВК № 532 від 21.12. 1987 р.)                                         |
| 42.   | 275                      | с. Копанка Червонодонецької с/р                   | Братські могили (2) радянських воїнів. Поховано 422 воїни. 1942р., 1943р. | Харківська скульптурна фабрика. 1956р.                                  | Скульптура - 2,5 м, з/б. Постамент - 3,5 м, цегла, цемент.                                             | -<< -                      | -<< -                                                                  | 50 м. (Рішення Харківського ОВК № 532 від 21.12. 1987 р.)                                         |
| 43.   | 1817                     | с. Криничне Міловської с/р                        | Місце бою радянських воїнів роти ст. лейтенанта Павлова Д.С. з фашистами.1943р. | Стела-2,8 м, з/б, облицьований гранітною плиткоюПостамент -0,7 м        | -<< -                                                                                                  | №328 від 23.05.83 р.       | 50 м. (Рішення Харківського ОВК № 532 від 21.12. 1987 р.)              |                                                                                                   |
| 44.   | 276                      | с-ще Крючки Веселівської с/р                      | Братська могила радянських воїнів. Поховано 607 воїнів. 1942р., 1943р. | Харківська скульптурна фабрика. 1956р.                                  | Скульптура - 2,5 м, з/б. Постамент – 4,0 м, цегла, цемент.                                             | -<< -                      | №61 від 25.01.72р.                                                     | 50 м. (Рішення Харківського ОВК № 532 від 21.12. 1987 р.)                                         |
| 45.   | 277                      | с. Лозовенька Лозовеньківської с/р                | Братська могила радянських воїнів. Поховано 270 воїнів. 1942р., 1943р. | Харківська скульптурна фабрика. 1954р.                                  | Скульптура - 2,5 м, з/б. Постамент – 4,0 м,цегла, цемент.                                              | Місцева                    | №61 від 25.01.72р.                                                     | 50 м. (Рішення Харківського ОВК № 532 від 21.12. 1987 р.)                                         |
| 46.   | 278                      | с. Мілова Міловської с/р                          | Братські могили радянських воїнів. 4. Поховано 728 воїнів. 1942р., 1943р. | Харківська скульптурна фабрика. 1953р., 1992р.                          | Скульптура – 4,0 м, мармурова кришка.Постамент- 2,0 м                                                  | -<< -                      | -<< -                                                                  | 50 м. (Рішення Харківського ОВК № 532 від 21.12. 1987 р.)                                         |
| 47.   | 274                      | с. Морозівка Морозівської с/р                     | Братська могила радянських воїнів. Поховано 67 воїнів. 1942р., 1943р. | Харківська скульптурна фабрика. 1958р.                                  | Скульптура - 2,5 м, з/б. Постамент - 2,4 м, цегла, цемент.                                             | -<< -                      | -<< -                                                                  | 50 м. (Рішення Харківського ОВК № 532 від 21.12. 1987 р.)                                         |
| 48.   | 279                      | с. Морозівка вул. Кірова                          | Група братських (2) могил радянських воїнів та пам’ятний знак воїнам-односельцям. Поховано 415 воїнів. 1942, 1943р.р., 1941-1945 р.р.                                                               | Харківська скульптурна фабрика. 1956р., 1980р.                          | Скульптура - 2,5 м, з/б. Постамент -2,5 м, цегла, цемент. Стела - 2,5х15 м, з/б.                       | -<< -                      | -<< -                                                                  | 25 м (Наказ правління культури і туризму від 10.09.09. № 234)                                     |
| 49.   | 280                      | с. Новомиколаївка Асіївської с/р                  | Братські могили радянських воїнів. 5. Поховано 96 воїнів. 1942р., 1943р. | Харківська скульптурна фабрика. 1958р.                                  | Скульптура - 2,5 м, з/б. Постамент - 3,5 м, цегла, цемент.                                             | -<< -                      | -<< -                                                                  | 50 м. (Рішення Харківського ОВК № 532 від 21.12. 1987 р.)                                         |
| 50.   | 281                      | с. Норцівка Залиманської с/р                      | Братська могила радянських воїнів Поховано 120 воїнів. 1942р., 1943р. | Харківська скульптурна фабрика. 1956р.                                  | Скульптура - 2,5 м, з/б. Постамент – 4,0 м, цегла, цемент.                                             | -<< -                      | -<< -                                                                  | 50 м. (Рішення Харківського ОВК № 532 від 21.12. 1987 р.)                                         |
| 51.   | 282                      | с-ще Нурове Веселівської с/р                      | Братська могила радянських воїнів. Поховано 33 воїни. 1942р., 1943р | Харківська скульптурна фабрика. 1956р.                                  | Скульптура - 2,5 м, з/б. Постамент – 4,0 м, цегла, цемент.                                             | -<< -                      | -<< -                                                                  | 50 м. (Рішення Харківського ОВК № 532 від 21.12. 1987 р.)                                         |
| 52.   | 283                      | с. Первомайське Міловської с/р                    | Братська могила радянських воїнів. Поховано 360 воїнів. 1942р., 1943р. | Харківська скульптурна фабрика. 1966, 1992рр.                           | Стела-2,0х1,5 м, мармурова кришка.                                                                     | -<< -                      | -<< -                                                                  | 50 м. (Рішення Харківського ОВК № 532 від 21.12. 1987 р.)                                         |
| 53.   | 284                      | с. Першотравневе Вишнівської с/р                  | Братська могила радянських воїнів. Поховано 178 воїнів.1942р., 1943р. | Харківська скульптурна фабрика. 1954р.,1990рр.                          | Скульптура - 3,5 м, мармурова кришка. Постамен – 2,0 м, штучний камінь.                                | -<< -                      | -<< -                                                                  | 50 м. (Рішення Харківського ОВК № 532 від 21.12. 1987 р.)                                         |
| 54.   | 227а                     | с. Петрівське Петрівської с/р, на околиці села    | Петрівська фортеця Української лінії.1731-1742р.р. | Площа300х300 м                                                          | -<< -                                                                                                  | №61 від 25.01.72р.         | 25 м.Наказ управління культури ХОДА № 236 від 27.12. 2004 р.           | ЗУ «Про перелік пам'яток культ. спадщини, що не підлягають приватизації» № 574-VI від 23.09.08 р. |
| 55.   | 245                      | с. Петрівське Петрівської с/р, у центрі села.     | Братські могили червоноармійців. Поховано 16 чол. 1920р., 1921р. | 1958р.                                                                  | Обеліск - 2,4 м, цегла, цемент.                                                                        | Місцева                    | №61 від 25.01.72р.                                                     | 50 м. (Рішення Харківського ОВК № 532 від 21.12. 1987 р.)                                         |
| 56.   | 285                      | с. Петрівське Петрівської с/р, у центрі села      | Братська могила радянських воїнів і партизанів. Поховано 375 воїнів.1941р., 1942р.,1943р. | Харківська скульптурна фабрика.1958р.                                   | Скульптура - 2,5 м, з/б. Постамент - 3,5 м, штучний камінь.                                            | -<< -                      | №61 від 25.01.72р.                                                     | 50 м. (Рішення Харківського ОВК № 532 від 21.12. 1987 р.)                                         |
| 57.   | 286                      | с. Петрівське Петрівської с/р, біля школи         | Братська могила радянських воїнів. Поховано 80 воїнів. 1942р.,1943р. | Обеліск - 2,4 м, цегла, цемент.                                         | -<< -                                                                                                  | №61 від 25.01.72р.         | 50 м. (Рішення Харківського ОВК № 532 від 21.12. 1987 р.)              |                                                                                                   |
| 58.   | 287                      | с. Пришиб Пришибської с/р                         | Братські могили радянських воїнів. 3. Поховано 96 воїнів. 1942р., 1943р. | Харківська скульптурна фабрика. 1953р.                                  | Скульптура - 2,5 м, з/б. Постамент – 3 м, цегла, цемент.                                               | -<< -                      | №61 від 25.01.72р.                                                     | 50 м. (Рішення Харківського ОВК № 532 від 21.12. 1987 р.)                                         |
| 59.   | 309                      | с. Пришиб Пришибської с/р                         | Пам'ятник Данилевському Г.П., рос. письменнику | Харківська скульптурна фабрика. 1962р.                                  | Стела – 1,6х 0,9х 0,3 м, мармур.                                                                       | -<< -                      | -<< -                                                                  | 50 м. (Рішення Харківського ОВК № 532 від 21.12. 1987 р.)                                         |
| 60.   | 288                      | с. Протопопівка Протопопівської с/р               | Братська могила радянських воїнів. Поховано 119 воїнів. 1942р., 1943р. | Харківська скульптурна фабрика. 1955р.                                  | Скульптура - 2,5 м, з/б. Постамент - 3,2 м, цегла, цемент.                                             | -<< -                      | -<< -                                                                  | 50 м. (Рішення Харківського ОВК № 532 від 21.12. 1987 р.)                                         |
| 61.   | 306                      | с. Протопопівка Протопопівської с/р               | Могила Халіуліна Х., депутата Верховної Ради СРСР, батальйонного комісара.1942р. | 1958 р.                                                                 | Обеліск - 1,8х0,75х0,75 м, цегла, цемент.                                                              | -<< -                      | -<< -                                                                  | 50 м. (Рішення Харківського ОВК № 532 від 21.12. 1987 р.)                                         |
| 62.   | 289                      | селище П’ятигірське П’ятигірської с/р             | Братська могила радянських воїнів. Поховано 58 воїнів. 1942р., 1943р. | Харківська скульптурна фабрика. 1952р.                                  | Скульптура - 2,5 м, з/б. Постамент – 2,0 м, цегла, цемент.                                             | -<< -                      | -<< -                                                                  | 50 м. (Рішення Харківського ОВК № 532 від 21.12. 1987 р.)                                         |
| 63.   | 246                      | смт. Савинці Савинської сел/р, у центрі селищя    | Братська могила жертв класової боротьби. Поховано 4 чол. 1921р. | Харківська скульптурна фабрика. 1954р.                                  | Скульптура 2,5 м, з/б. Постамент - 3,7 м, цегла, цемент.                                               | -<< -                      | -<< -                                                                  | 50 м. (Рішення Харківського ОВК № 532 від 21.12. 1987 р.)                                         |
| 64.   | 290                      | смт. Савинці Савинської сел/р, у центрі селища    | Братська могила радянських воїнів. Поховано 178 воїнів. 1942р.,1943р. | Харківська скульптурна фабрика. 1954р.                                  | Скульптура - 2,5 м, з/б. Постамент - 3,7 м, цегла, цемент                                              | -<< -                      | -<< -                                                                  | 50 м. (Рішення Харківського ОВК № 532 від 21.12. 1987 р.)                                         |
| 65.   | 291                      | смт. Савинці Савинської сел/р, біля школи         | Братські могили радянських воїнів. 3. Поховано 53 воїнів. 1942р.,1943р. | Харківська скульптурна фабрика. 1956р.                                  | Скульптура - 2,5 м, з/б. Постамент – 3,0 м, цегла, цемент.                                             | -<< -                      | -<< -                                                                  | 50 м. (Рішення Харківського ОВК № 532 від 21.12. 1987 р.)                                         |
| 66.   | 292                      | смт. Савинці Савинської сел/р, біля лікарні       | Братські могили радянських воїнів. 6. Поховано 323 воїни. 1942р.,1943р | Харківська скульптурна фабрика. 1951р.                                  | Скульптура - 2,5 м, з/б. Постамент – 3,0 м, цегла, цемент.                                             | Місцева                    | №61 від 25.01.72р.                                                     | 50 м. (Рішення Харківського ОВК № 532 від 21.12. 1987 р.)                                         |
| 67.   | 314                      | смт. Савинці Савинської сел/р, центр селища       | Пам'ятник Леніну В.І. | Харківська скульптурна фабрика. 1967р.                                  | Скульптура 2,5 м, з/б. Постамент – 3,0 м, цегла, цемент.                                               | -<< -                      | -<< -                                                                  | 50 м. (Рішення Харківського ОВК № 532 від 21.12. 1987 р.)                                         |
| 68.   | 315                      | смт. Савинці Савинської сел/р,біля цукрозаводу    | Пам'ятник Леніну В.І. | Харківська скульптурна фабрика. 1967р.                                  | Скульптура 2,5 м, з/б. Постамент – 3,0 м, цегла, цемент.                                               | -<< -                      | -<< -                                                                  | 50 м. (Рішення Харківського ОВК № 532 від 21.12. 1987 р.)                                         |
| 69.   | 310                      | с. Слабунівка Веселівської с/р                    | Пам'ятник воїнам-односельцям.1941-1945р.р. | Харківська скульптурна фабрика. 1970р.                                  | Стела - 1х1,5х1,5 м, цегла, цемент.                                                                    | -<< -                      | -<< -                                                                  | 50 м. (Рішення Харківського ОВК № 532 від 21.12. 1987 р.)                                         |
| 70.   | 293                      | с. Українка Веселівської с/р                      | Братські могили радянських воїнів. 6. Поховано 130 воїнів. 1942р.,1943р. | Харківська скульптурна фабрика. 1954р.                                  | Скульптура - 2,5 м, з/б. Постамент - 2,7 м, цегла, цемент.                                             | -<< -                      | -<< -                                                                  | 50 м. (Рішення Харківського ОВК № 532 від 21.12. 1987 р.)                                         |
| 71.   | 1818                     | с. Чепіль Чепільської с/р, у центрі села          | Братська могила жертв класової боротьби, Зорі Ф.І та Леженіна Т.Г. 1919р. | 1975 р.                                                                 | Стела - 2,5х2,0х0,5 м, цегла, облицьована мармуровою плиткою, надгробна плита - 1х1,5х0,5 м            | -<< -                      | №328 від 23.05.83р.                                                    | 50 м. (Рішення Харківського ОВК № 532 від 21.12. 1987 р.)                                         |
| 72.   | 294                      | с. Чепіль, Чепільської с/р, у центрі села         | Братські могили радянських воїнів. 3. Поховано752 воїнів. 1942р., 1943р. | Харківська скульптурна фабрика. 1952р.                                  | Скульптура - 2,5 м, з/б. Постамент – 3,0 м, цегла, цемент.                                             | -<< -                      | №61 від 25.01.72р.                                                     | 50 м. (Рішення Харківського ОВК № 532 від 21.12. 1987 р.)                                         |
| 73.   | 1625                     | с. Чепіль Чепільської с/р                         | Пам'ятник воїнам-землякам загиблим на фронтах ВВВ. 1941-1945рр. | Харківська скульптурна фабрика. 1973р.                                  | Стела - 2,5х7,5х0,5 м                                                                                  | -<< -                      | №13 від 12.01.81р.                                                     | 25 м.(Наказ управління культури ХОДА № 236 від 27.12. 2004 р.)                                    |
| 74.   | 295                      | с. Червона Гусарівка Червоногусарівської с/р      | Братські могили радянських воїнів. 3. Поховано 482 воїни. 1942р.,1943р. | Харківська скульптурна фабрика. 1952р.                                  | Скульптура - 2,5 м, з/б. Постамент- 2,8 м, цегла, цемент                                               | -<< -                      | №61 від 25.01.72р.                                                     | 50 м. (Рішення Харківського ОВК № 532 від 21.12. 1987 р.)                                         |
| 75.   | 296                      | смт. Червоний Донець Червонодо-нецької сел/р      | Братська могила радянських воїнів. Поховано 406 воїнів. 1942р, 1943р. | Харківська скульптурна фабрика. 1968р.                                  | Скульптура - 2,5 м, з/б. Постамент - 3,5 м, цегла, цемент.                                             | -<< -                      | -<< -                                                                  | 50 м. (Рішення Харківського ОВК № 532 від 21.12. 1987 р.)                                         |
| 76.   | 297                      | с. Червоний Яр Яковенківської с/р                 | Братська могила радянських воїнів. Поховано 269 воїнів. 1942р., 1943р. | Харківська скульптурна фабрика. 1951р.                                  | Скульптура - 2,5 м, з/б. Постамент - 2,3 м, цегла, цемент.                                             | -<< -                      | -<< -                                                                  | 50 м. (Рішення Харківського ОВК № 532 від 21.12. 1987 р.)                                         |
| 77.   | 298                      | с. Шебелинка Шебелинської с/р                     | Братські могили радянських воїнів. 2. Поховано 388 воїнів. 1942р., 1943р. | Харківська скульптурна фабрика. 1964р.                                  | Скульптура - 2,5 м, з/б. Постамент - 2,5 м, цегла, цемент.                                             | -<< -                      | -<< -                                                                  | 50 м. (Рішення Харківського ОВК № 532 від 21.12. 1987 р.)                                         |
| 78.   | 299                      | с. Шевелівка Шевелівської с/р, колишнє            | Братська могила радянських воїнів. Поховано 69 воїнів. 1942р., 1943р. | Харківська скульптурна фабрика. 1952р.1994 р.                           | Скульпт. - 3,4 м, мармурова кришка, окована мідним листом. Постамент – 2 м, з/б.                       | Місцева                    | №61 від 25.01.72р.                                                     | 50 м. (Рішення Харківського ОВК № 532 від 21.12. 1987 р.)                                         |
| 79.   | 300                      | с. Шопенка Асіївської с/р                         | Братська могила радянських воїнів. Поховано 27 воїнів. 1942р., 1943р. | Харківська скульптурна фабрика. 1970р.                                  | Скульптура - 2,5 м, з/б. Постамент – 3,0 м, цегла, цемент.                                             | -<< -                      | -<< -                                                                  | 50 м. (Рішення Харківського ОВК № 532 від 21.12. 1987 р.)                                         |
| 80.   | 301                      | с. Щурівка Червоногусарівської с/р                | Братська могила радянських воїнів. Поховано 188 воїнів. 1942р., 1943р. | Харківська скульптурна фабрика. 1952р.                                  | Скульптура - 2,5 м, з/б. Постамент – 4,0 м, цегла, цемент.                                             | -<< -                      | №61 від 25.01.72р.                                                     | 50 м. (Рішення Харківського ОВК № 532 від 21.12. 1987 р.)                                         |
| 81.   | 302                      | с. Явірське Пришибської с/р                       | Братські могили радянських воїнів. 3. Поховано 56 воїнів. 1942р., 1943р. | Харківська скульптурна фабрика. 1953р.1988р.                            | Скульптура - 2,5 м, мармурова кришка. Постамент - 3,5 м, цегла, цемент.                                | -<< -                      | -<< -                                                                  | 50 м. (Рішення Харківського ОВК № 532 від 21.12. 1987 р.)                                         |
| 82.   | 303                      | с. Яковенкове Яковенківської с/р                  | Братські могили (2) та пам’ятний знак воїнам - односельцям, загиблим на фронтах ВВВ. Поховано 790 воїнів. 1942р., 1943р., 1941-1945рр.                                                              | Харківська скульптурна фабрика 1953р.1969р.                             | Скульптура 2,5 м, з/б. Постамент – 4,0 м, цегла, цемент. Стела - 3,5х20 м                              | -<< -                      | -<< -                                                                  | 50 м. (Рішення Харківського ОВК № 532 від 21.12. 1987 р.)                                         |
|       |                          |                                                   | |                                                                         | |                            |                                                                        |                                                                                                   |

## Джерело
Лист Харківської Облдержадміністрації на запит ВМ УА від 28 березня 2012. Файли доступні на сайті конкурсу WLM [Архівовано 26 березня 2018 у Wayback Machine.].